# Élection présidentielle kirghize de 2009
L'élection présidentielle kirghize de 2009 a eu lieu le 23 juillet 2009 afin d'élire le président de la République du Kirghizistan.
Kurmanbek Bakiev est réélu président. Il est cependant accusé de fraude électorale massive par ses adversaires, ce qui a donne lieu à de nombreuses manifestations. Celles-ci ont été sévèrement réprimées, et l'Union européenne se dit « inquiète ».

## Résultats
| Candidats                | Candidats                | Partis                   | Voix      | %     |
| ------------------------ | ------------------------ | ------------------------ | --------- | ----- |
|                          | Kurmanbek Bakiev         | Ak Jol (en)              | 1 779 417 | 77,44 |
|                          | Almazbek Atambaev        | SDPK                     | 195 291   | 8,50  |
|                          | Temir Sariev             | Akshumkar (en)           | 149 658   | 6,51  |
|                          | Toktayym Ümötalieva      | Indépendant              | 25 096    | 1,09  |
|                          | Nurlan Motuev            | Joomart                  | 21 754    | 0,95  |
|                          | Jengishbek Nazaraliev    | Indépendant              | 19 198    | 0,84  |
|                          | Aucun d'entre eux        | Aucun d'entre eux        | 107 317   | 4,67  |
|                          |                          |                          |           |       |
| Votes valides            | Votes valides            | Votes valides            | 2 297 731 | 98,70 |
| Votes blancs et nuls     | Votes blancs et nuls     | Votes blancs et nuls     | 30 338    | 1,30  |
| Total                    | Total                    | Total                    | 2 328 069 | 100   |
| Abstention               | Abstention               | Abstention               | 611 344   | 20,80 |
| Inscrits / participation | Inscrits / participation | Inscrits / participation | 2 939 413 | 79,20 |